# ACパラナヴァイ
ACパラナヴァイ (ポルトガル語: Atlético Clube Paranavaí) は、ブラジル・パラナ州パラナヴァイを本拠地とするサッカークラブである。
1946年創立。カンピオナート・パラナエンセでは、2部で過ごすシーズンが多いが、2003年に1部において準優勝、2007年には優勝した経験を持つ。その他、1967年・1983年・1992年に、2部で優勝している。
ホームスタジアムであるエスタジオ・ムニシパル・ドトール・バウデミーロ・バグネルは、「フェリポン (Felipão)」のニックネームで呼ばれ、25,000人収容のスタンドはピッチに非常に近い造りとなっている。

## タイトル
- カンピオナート・パラナエンセ : 1回
  - 2007
- カンピオナート・パラナエンセ2部 : 3回
  - 1967, 1983, 1992

## 歴代所属選手
- ヴァンデルレイ 2007
- 岩崎陽平 2009